# 島灣
島灣（Bay of Islands）是位於紐西蘭北島遠北區東海岸的一個區域。島灣是紐西蘭最具人氣的釣魚、帆船和旅遊目的地區域，並且在1930年代後因美國作家贊恩·格雷的稱讚而在世界上都享有盛名。島灣內有144個天然島嶼。據2004年的一份研究，島灣擁有世界第二藍的天空，僅次於里約熱內盧。